# Georgi Kinkladze
Georgi Kinkladze   (Tbilisi, 6 de juliol de 1973) és un exfutbolista georgià de la dècada de 1990.
Fou 54 cops internacional amb la selecció georgiana. Pel que fa a clubs, defensà els colors de Dinamo Tbilisi, Manchester City FC, AFC Ajax i Derby County FC.